# شهرستان کونه‌کو (آلاباما)
شهرستان کونه‌کو (به انگلیسی: Conecuh County) یکی از شهرستان‌های آلاباما در ایالات متحده آمریکا است که در ایالت آلاباما واقع شده‌است. شهرستان کونه‌کو ۲٬۲۰۹٫۲۷ کیلومتر مربع مساحت دارد. در سرشماری سال ۲۰۱۰ جمعیت آن ۱۳٫۲۲۸ نفر بوده‌است و مرکز آن شهرستان اورگرین، آلاباما است.
- فهرست شهرهای ایالات متحده آمریکا